# 井口保子
井口 保子（いぐち やすこ）は、東京都葛飾区出身のフリーアナウンサーで元ラジオ関東→ラジオ日本アナウンサー。

## 来歴
東京学芸大学社会科在学中の3年生の時にラジオ関東のアナウンサーとして入社。スタート当初は東京・西新橋の日本石油（現・ENEOS）ショールームから放送していた『日石ミュージック・ペトロルーム』など音楽番組を中心に出演していたが、競馬への造詣が昂じて1971年から『競馬実況中継』に日本人初の女性競馬中継アナウンサーとして1995年までの延べ四半世紀にわたって担当し、女性競馬ジャーナリストの草分け的存在となった。大橋照子がアナウンサーとして憧れていた存在だったということである。『女の直感競馬』（1978年）、『井口保子の直感競馬』（1980年）などの著書がある。
1978年には女性として初めて競馬放送を務めた功績が評価され、日本女性放送者懇談会賞を受けている。
退社後もフリーアナウンサーとして地方競馬などの実況中継、またスポーツ新聞のコラム執筆など、競馬とのかかわりを一層深めている。現在「女性競馬ジャーナリストクラブ」会長で、2007年9月からJRA運営審議会委員に就任。